# عرب الأوروغواي
عرب الأوروغواي هم المواطنين من أصول عربية والذين أتوا عن طريق الهجرة ومعظمهم من المسيحيين مع وجود أقلية مسلمة وكذلك عدد قليل من اليهود العرب . ويبلغ تعدادهم اليوم حوالي 50,000.